# Списък на известните личности (Флоренция)
Това е списък с известни личности, родени и починали в град Флоренция, Италия. 

## Родени във Флоренция
- Америго Веспучи (1454 – 1512) – мореплавател, на чието име е наречен континентът Америка
- Андреа Верокио (1435 – 1488) – скулптор и живописец
- Арнолдо Дзоки (1862 – 1940) – скулптор
- Артемио Франки (1922 – ?) – спортен мениджър
- Бенвенуто Челини (1500 – 1571) – скулптор и бижутер
- Винченцо Вивиани (1622 – 1703) – математик, физик и астроном
- Гуидо Кавалканти (1258 – 1300) – поет
- Данте Алигиери (1265 – 1321) – поет
- Джовани Бокачо (1313 – 1375) – писател и поет
- Джото (1276 – 1337) – скулптор и архитект
- Джордж Косматос (1941 – 2005) – режисьор
- Доменико Гирландайо (1449 – 1494) – художник
- Донатело (1386 – 1466) – скулптор
- Йохан Австрийски (1782 – 1859) – австрийски ерцхерцог
- Карло Колоди (1826 – 1890) – писател
- Климент XII (1652 – 1740) – папа
- Лоренцо Гиберти (1381 – 1455) – скулптор
- Лъв X (1475 – 1521) – папа
- Николо Макиавели (1469 – 1527) – поет и философ
- Ричард Роджърс (1933 – 2021) – английски архитект
- Роберто I Бурбон-Пармски (1848 – 1907) – херцог на Парма и Пиаченца
- Сандро Ботичели (1445 – 1510) – художник
- Филипо Липи (1406 – 1469) – художник
- Флорънс Найтингейл (1820 – 1910) – медицинска сестра и обществена деятелка
- Якопо Сансовино (1486 – 1568) – архитект и скулптор

## Починали във Флоренция
- Бартоломео Аманати (1511 – 1592) – архитект и скулптор
- Винченцо Галилей (1520 – 1591) – композитор
- Гуидо Кавалканти (1258 – 1300) – поет
- Джорджо Вазари (1511 – 1574) – художник и архитект
- Николо Томазео (1802 – 1874) – езиковед
- Паоло Джовио (1483 – 1552) – историк
- Понтормо (1494 – 1557) – художник